# Víctor Estremadoyro Robles
Víctor Antolín Estremadoyro Robles (Lima, Perú, 28 de octubre de 1913-Montreal, Canadá, 8 de junio de 2003) fue un astrónomo e Ingeniero civil peruano. Fue fundador de la Asociación Peruana de Astronomía (APA) en 1946 y la Liga Iberoamericana de Astronomía (LIADA) en 1958. Esta última asociación tiene instituciones en 26 países diferentes. El asteroide 1978 VE5 fue nombrado «Estremadoyro» a su honor.

## Trayectoria
Don Víctor Antolín Estremadoyro Robles nació en Lima el 28 de octubre de 1913. Sus padres fueron Víctor M. Estremadoyro Rodríguez, comerciante, y Camila Robles Maguiña de Estremadoyro, una excelente pianista. Víctor estudió la primaria en el colegio «Santa Elena» y la secundaria en el «Colegio Nacional La Libertad», ambos en Huaraz.
En 1939, Víctor se graduó como ingeniero civil de la Pontificia Universidad Católica del Perú, donde obtuvo una beca por haber ingresado en el primer puesto. También se distinguió como alumno del Instituto de Geografía de la Universidad Nacional Mayor de San Marcos, en Lima. Siguió cursos de perfeccionamiento en planetarios y observatorios en Chile, Argentina, Uruguay, y en el Brasil gracias a una beca de la OER.
Don Victor participó en el diseño de la ciudad de Talara (norte del Perú) por encargo de la International Petroleum Company del Perú, de la catedral de la ciudad de Tacna, de los hoteles de turistas del Cuzco, Huancayo, Abancay, Iquitos y Tacna; del cine "Tacna", edificio y cine "Pacífico", del estadio nacional y su torre, que en 1952 era la construcción más alta de la capital, en el diseño de la unidad vecinal número 3, y de la ciudad universitaria de la UNMSM.